# Neculai Apostol
Neculai Apostol (n. 15 iulie 1951) este un fost senator român în legislatura 2004-2008 ales în județul Iași pe listele PSD. Neculai Apostol a devenit senator neafiliat în mai 2005. În cadrul activității sale parlamentare, Neculai Apostol a fost membru în grupurile parlamentare de prietenie cu Regatul Thailanda, Republica Populară Chineză și Regatul Danemarcei. Neculai Apostol a înregistrat 75 de luări de cuvânt în 67 de ședințe parlamentare și a inițiat 9 propuneri legislative, din care 1 a fost promulgată lege. 